# Chaouia-Ouardigha
Chaouia-Ouardigha (arabisch الشاوية ورديغة) war bis zur Verwaltungsreform von 2015 eine der 16 Regionen Marokkos und lag im Norden des Königreichs. Im gesamten Gebiet von Chaouia-Ouardigha lebten 1.655.660 Menschen (Stand 2004) auf einer Fläche von insgesamt 7.010 km². Die Hauptstadt der Region war Settat.
M. Mohamed Ali El Admi, ehemaliges Mitglied und ein Mitgründer der Polisario, wurde als Präfekt (Wali) dieser Region im April 2007 von Abdechakour Rais abgelöst.
Die Region bestand aus folgenden Provinzen:
- Benslimane
- Berrechid
- Khouribga
- Settat

Seit 2015 gehört die Provinz Khouribga zur Region Béni Mellal-Khénifra, die anderen drei Provinzen zur Region Casablanca-Settat.